# Сембаев, Абу
Абу Сембаев (1887 год — дата смерти неизвестна) — старший табунщик колхоза «Социализм» Тайпакского района Западно-Казахстанской области, Казахская ССР. Герой Социалистического Труда (1948).

## Биография
Родился в 1887 году в семье потомственного животноводства на территории современного района Акжаикского района Западно-Казахстанской области. С раннего детства помогал в домашнем хозяйстве, позднее занимался батрачеством. С 1932 года — чабан в Тайпакском каракулеводческом колхозе. С 1936 года трудился табунщиком вместе со своей женой Рабигой в колхозе «Социализм» Тайпакского района.
Применял метод зимнего полустойлового содержания и весенне-летнего пастбищного выпаса табуна в сложных климатических условиях Прикаспийской низменности. Занимался племенной работой лошадей казахской породы. За семь лет своей работы увеличил поголовье колхозного табуна более чем в пять раз. В 1947 году вырастил 56 жеребят от 56 кобыл. За получение высокой продуктивности животноводства в 1947 году удостоен звания Героя Социалистического Труда указом Президиума Верховного Совета СССР от 23 июля 1977 года с вручением ордена Ленина и золотой медали «Серп и Молот».
В 1948 году вырастил 60 жеребят от 60 кобыл, за что был награждён вторым орденом Ленина.
Создал на руководимой им ферме школу молодых коневодов. Был наставником Героя Социалистического Труда Джукена Бергалиева.
В 1957 году вышел на пенсию.
Награды
- Герой Социалистического Труда
- Орден Ленина — дважды (23.07.1948; 22.10.1949)

Память
Его именем названа одна из улиц села Жанама.